# Derecho de los refugiados palestinos al retorno

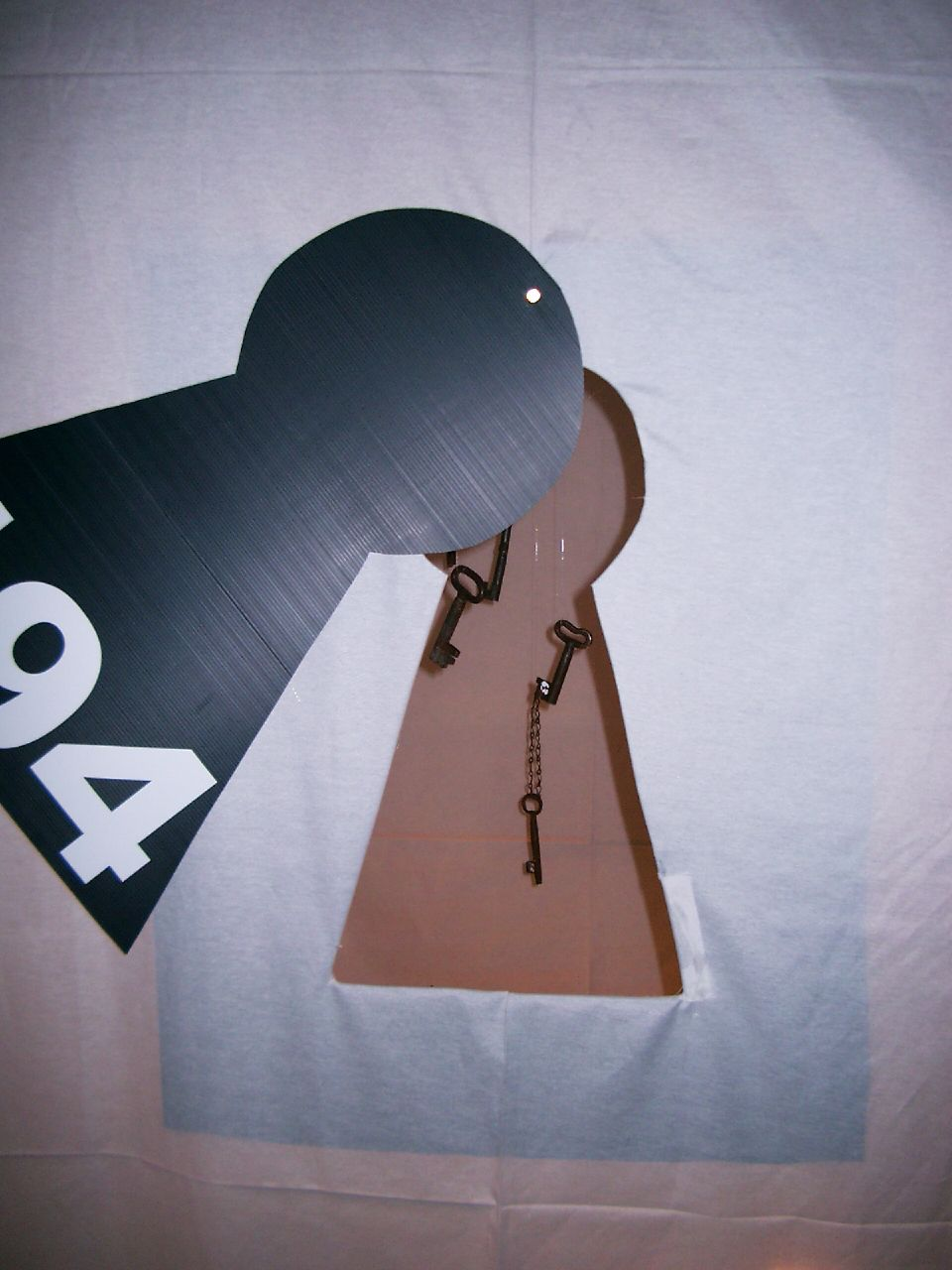
Obra titulada Resolución 194. Simboliza las llaves que mantienen los palestinos que abandonaron sus casas en 1948.

El derecho palestino al retorno es la posición o principio político que considera que tanto los refugiados palestinos como sus descendientes (unos 5 millones de personas en 2012), tienen derecho a regresar y derecho a recuperar la propiedad que ellos o sus antepasados dejaron atrás o fueron obligados a abandonar en lo que actualmente es Israel y los territorios palestinos (ambos anteriormente parte del Mandato británico de Palestina), como parte del éxodo palestino, resultado tanto de la guerra civil durante el Mandato de Palestina como de la Guerra de los Seis Días.
Los defensores del derecho al retorno mantienen que se trata de un derecho humano básico e inalienable, cuya aplicabilidad hacia los palestinos está protegida bajo el derecho internacional. Esta visión sostiene que quienes opten por no regresar o para quien el regreso no es factible, tendrían que recibir algún tipo de compensación en su lugar. Los contrarios al derecho al retorno argumentan que no existe ningún fundamento en derecho internacional que lo permita, por lo que se trata de una demanda poco realista.
El gobierno de Israel cree que esta reclamación es exclusiva del ámbito palestino y no considera que la acogida de refugiados palestinos en sus antiguas propiedades en Israel sea un derecho, sino más bien una reivindicación política que debería ser resuelta como parte de un futuro acuerdo de paz.